# Entre caníbales (canción)
«Entre caníbales» es una canción creada por  Gustavo Cerati   e interpretada por la banda argentina Soda Stereo. Fue lanzada en su quinto álbum de estudio Canción animal de 1990.

## Composición y análisis
El comienzo de dos guitarras en estéreo nos encamina al inicio de la canción. La letra de la misma comienza con la frase «Una eternidad esperé este instante». Cuando comienza el solo de guitarra la canción cambia de tonalidad; pasa de la menor a sol menor. Así como en algunas canciones del disco, fue dedicada a Paola Antonucci.

## Versiones
Una versión quedó afuera de su gira musical de regreso Me Verás Volver de 2007.
Esta canción también se encuentra en el álbum Comfort y música para volar.

## Créditos y personal

### Miembros principales
- Gustavo Cerati: Voz, guitarra acústica y guitarra eléctrica.
- Zeta Bosio: Bajo.
- Charly Alberti: Batería.

### Artistas invitados
- Tweety González: Teclados.
- Andrea Álvarez: Percusión.
- Daniel Melero: Teclados.